# انتخابگرنشین بایرن
انتخابگرنشین بایرن (به آلمانی: Kurfürstentum Bayern) یک حکومت موروثی مستقل امرای انتخابگر امپراتوری مقدس روم از سال ۱۶۲۳ تا ۱۸۰۶ بود که پادشاهی بایرن جانشین آن شد.
دودمان ویتلسباخ سلسله‌ای که بر هرتسوگ‌نشین بایرن حاکم بود و شاخه جوان‌تر این خانواده نیز بر انتخابگرنشین پفالتس حکومت می‌کرد. رئیس این دودمان طبق پیمان مهر طلایی در سال ۱۳۵۶ میلادی در دوران کارل چهارم یکی از هفت نفر امرای انتخابگر امپراتوری مقدس روم بود اما بایرن از انجمن انتخاباتی کنار گذاشته شد. در سال ۱۶۲۱، انتخابگر پفالتس فردریک پنجم به خاطر شرکت در شورش بوهمی علیه امپراتور فردیناند دوم، از شورای انتخاباتی عزل و قلمرو پالاتین بالا به پسرعموی وفادار وی، ماکسیمیلیان اعطا شد. گر چه پیمان وستفالی عنوان انتخاباتی جدیدی را برای پسر فردریک پنجم ایجاد کرد، به استثنای یک دوره کوتاه در جنگ جانشینی اسپانیا، فرزندان فردریک پنجم تا انقراض دودمان وی در سال ۱۷۷۷ همچنان از حق انتخاباتی اولیه برخوردار می‌شوند. در آن زمان این دو دودمان تا انحلال امپراتوری مقدس روم (۱۸۰۶) اتحاد شخصی داشتند. در سال ۱۸۰۵، پس از صلح پرسبورگ، انتخابگر وقت، ماکسیمیلیان یوزف، خود را به مقام پادشاهی بایرن رسانده و امپراتوری مقدس روم نیز یک سال بعد منسوخ شد.